# Il tempo e il tempio
Il tempo e il tempio (sottotitolato Dio e l'uomo) è un saggio antologico del sacerdote cattolico e teologo Luigi Giussani, fondatore del movimento Comunione e Liberazione, pubblicato nel 1995.

## Storia editoriale

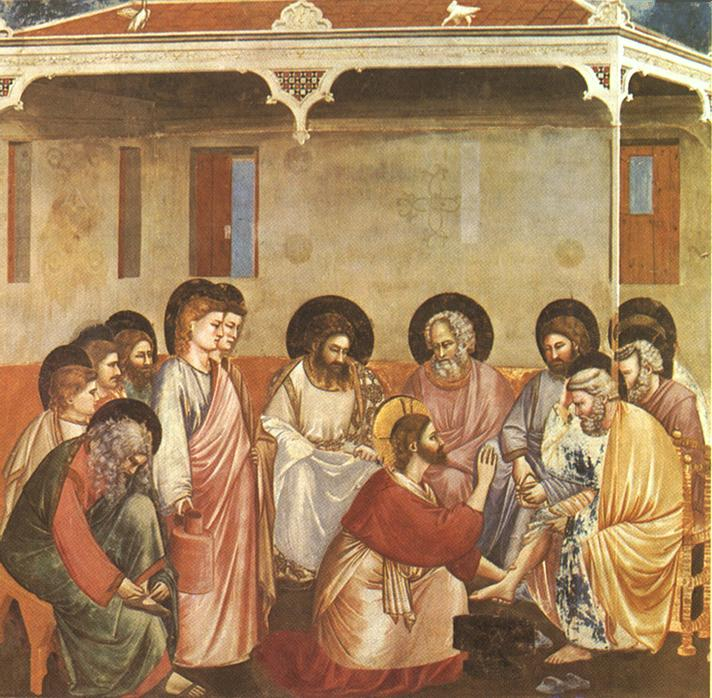
Un particolare dell'affresco Lavanda dei piedi di Giotto nella Cappella degli Scrovegni a Padova è stato utilizzato per la copertina di Il tempo e il tempio.

Uscito per l'etichetta BUR nella collana I libri dello spirito cristiano diretta dallo stesso Giussani, il libro contiene alcuni testi tratti da meditazioni pubbliche tenute tra il 1994 e il 1995. Secondo lo stesso autore rappresentano una sintesi di quanto Giussani aveva inteso comunicare ai giovani in quegli anni.
Nel 2011 il volume è stato pubblicato in formato e-book nella collana BUR Saggi con una rinnovata la veste grafica e la correzione di alcuni refusi.

## Contenuti
Il primo testo è un intervento tenuto da Giussani durante il ritiro di Avvento dei Memores Domini il 26 novembre 1994 a Riva del Garda. Secondo lo stesso autore si tratta della meditazione più importante fatta in quarant'anni e ha come argomento la vocazione cristiana. Anche il terzo e il quarto testo sono meditazioni tenute durante gli esercizi spirituali dei Memores Domini (rispettivamente del marzo e del maggio 1995).
Riconoscere Cristo è invece la meditazione tenuta durante gli esercizi spirituali degli universitari di Comunione e Liberazione svoltisi a Rimini nel dicembre dello stesso anno. La lezione è considerata una sintesi di tutto il percorso esistenziale e educativo di Giussani. La più lunga mai fatta da Giussani agli universitari e una delle più importanti, tanto che dai dialoghi avuti con varie comunità di universitari di CL nei mesi successivi, che avevano a tema le domande sorte dopo quella lezione, fu ricavato un nuovo volume, Avvenimento di libertà, pubblicato nel 2002 da Marietti.

## Edizioni
- Luigi Giussani, Il tempo e il tempio, 1ª ed., Milano, BUR, collana I libri dello spirito cristiano, agosto 1995,  p. 127, ISBN 88-17-11120-1.
- Luigi Giussani, Il tempo e il tempio, 2ª ed., Milano, BUR e-book, dicembre 2011,  p. 127, ISBN 978-88-58-62301-5.